# Тверской домостроительный комбинат
Тверской домостроительный комбинат (Тверской ДСК) — крупнейшее предприятие крупнопанельного домостроения в Тверской области. Офис и производственные мощности расположены в городе Тверь.
Комбинатом построено около 6 миллионов м2 жилья, объектов социального и промышленного назначения на территории Тверской области и за её пределами.

## История
В 1960 году, в связи с дефицитом железобетонных конструкций, на базе завода «Стройдеталь» треста «Калининстрой» был организован Завод железобетонных изделий (завод ЖБИ) для комплектации кирпичного строительства. Проектная мощность предприятия составляла 25 000 м2 жилой площади в год. Предприятие было пущено в январе 1960 года. В 1964 году производство было переименовано в Заволжский завод крупнопанельного домостроения (завод КПД). После расширения производства в 1966 году предприятие получило название Заволжского домостроительного комбината (Заволжский ДСК). Первоначальная мощность комбината составляла 50 000 м2 полезной жилой площади в год. В 1974 году к ДСК был присоединен трест «Калининжилстрой».
Комбинат ежегодно увеличивал  свои производственные мощности и по результатам одиннадцатой пятилетки в 1981-1985 гг. было сдано в эксплуатацию 1 миллион 250 тысяч квадратных метров жилья. Основным видом деятельности комбината является строительство жилых зданий, а также объектов социально-культурного и бытового назначения: школ, детских садов, больниц, учреждений торговли: в 70-80-е годы калининские домостроители построили театр кукол, Дворец культуры «Пролетарка», Главпочтамп, Обелиск Победы, гостиницу «Тверская», Дом Союзов, универмаг «Тверь» и множество других значимых для города проектов. Большинство школ и детских садов, а также больницы и поликлиники в г. Калинин (ныне г. Тверь) также являются результатом труда калининского ДСК. К 1991 году мощность предприятия составила 270 000 м2 жилой площади в год, численность сотрудников составляла около 3 500 человек. Однако, в связи с распадом СССР и последующим всеобщим экономическим спадом, мощности предприятия были задействованы не более чем на треть.
В 2012 году ООО «Тверской ДСК» стал частью крупной строительной группы компаний. Запуск предприятия состоялся 3 декабря 2012 года. Проведена модернизация производства, включающая в себя новое оборудование и автопарк. Мощность предприятия в 2012 году - около 300 тыс. м² жилья в год, численностью рабочих порядка 1000 человек. Созданы два новых цеха: цех пластиковых окон и цех производства металлокассет. Тверской ДСК возводит жилые и нежилые здания в Твери и в Московской области.